# Tetragnatha novia
Tetragnatha novia là một loài nhện trong họ Tetragnathidae.
Loài này thuộc chi Tetragnatha. Tetragnatha novia được Eugène Simon miêu tả năm 1901.